# ابن عطاءالله اسکندری
ابوالفضل، احمد بن محمد اسکندری شهرت‌یافته به ابن عطاء/الله اسکندری (؟ - ۱۳۰۹م) فقیه، صوفی و نویسنده مصری بود. او را از برزگان تصوف در روزگارش دانسته‌اند که در مسجد جامع الازهر وعظ داشت، نرم‌سخن بود و بسیار بر شنوندگان تأثیر می‌گذاشت. از جمله کسانی بود که بر آرای ابن تیمیه حمله برد. او نویسنده‌ای پراثر در تصوف است و آثاری از او به جای مانده است.

## زندگی‌نامه
ابن عطاءالله در اسکندریه متولد شد و در هر دو مسجد الازهر و مدرسه منصوریه در قاهره تدریس کرد.